# بدوية في روما
بدوية في روما فيلم لبناني من إنتاج شركة محمد علي الصباح عام 1965، وإخراج محمد سلمان.
الفيلم ملون ومدته 120 دقيقة.

## القصة
الفيلم يحكي قصة فتاة بدوية تبحر لأول مرة فوق إحدى البواخر المتجهة من لبنان إلى نابولي بإيطاليا وتقع قصة حب بين شاب عصري وهذه البدوية 
و تنجح في أن تلقنه درساً وتغير من سلوكه ثم يتزوجان في النهاية. 

## الممثلون
- سميرة توفيق
- عبد السلام النابلسي
- رياض غلمية